# Karl-Heinz Käfer
Karl-Heinz Käfer, auch Karl Heinz Käfer (* 1948 in Köln), ist ein deutscher Drehbuchautor und Filmregisseur für das deutsche Fernsehen.
Karl-Heinz Käfer studierte Philosophie, Germanistik und Theaterwissenschaft. Seit 1983 ist er freier Autor und Regisseur. Zu seinen Arbeiten gehören Folgen-Drehbücher zu Kinderserien und -Filmen wie Löwenzahn oder Anja & Anton, bei denen er auch öfters die Regie übernahm. Er wirkte bei mehreren Tatort-Episoden sowie größeren Fernsehfilm-Produktionen mit, darunter die Dramen Mein Vater oder Guter Junge. Außerdem verfasste Käfer in den 1980er Jahren mehrere Geschichten für Kinder.
Karl-Heinz Käfer erhielt zahlreiche Auszeichnungen.

## Filmografie (Auswahl)
- 1983–2000: Löwenzahn (Fernsehserie, 28 Folgen)
- 1991: Lippels Traum (Regie)
- 1998–2006: Anja & Anton (Fernsehserie, 49 Folgen)
- 2000: Tatort: Bittere Mandeln
- 2003: Mein Vater
- 2005: Tatort: Schattenhochzeit
- 2005: Tatort: Minenspiel
- 2006: Beutolomäus und der geheime Weihnachtswunsch (+ Regie)
- 2008: Guter Junge
- 2008: Tatort: Brandmal
- 2011: Nacht ohne Morgen
- 2011: Tatort: Auskreuzung
- 2012: Jahr des Drachen
- 2013: Krokodil
- 2015: Herr Lenz reist in den Frühling
- 2018: Spätwerk
- 2018: Die Auferstehung
- 2022: Meine Tochter, Kreta und ich